# الحب القديم
الحب القديم هو ألبوم غنائي الثالث لفضل شاكر، أصدر في سنة 2000. تضمّن أغاني مشهورة جداً (كعاش مين شافك) يعتبر هذا الألبوم من بين ألبومات فضل شاكر الناجحة، مثل ألبومه السابق. فاق كُلّ المخططات في الإسبوعِ الأول من ظهوره لأول مرة. فقرر فضل شاكر إنتاج الأغنية المصورة عاش مين شافك.

## الأغاني
- عاش من شافك.
- عديها.
- الحب القديم.
- الحب شي ثاني.
- حبيتو.
- مافي مجال.
- من غير سبب.

## الأغاني المصورة
- عاش من شافك على يوتيوب